# Шарон-Гілл (Пенсільванія)
Шарон-Гілл (англ. Sharon Hill) — місто (англ. borough) в США, в окрузі Делавер штату Пенсільванія. Населення — 6014 особи (2020).

## Географія
Шарон-Гілл розташований за координатами 39°54′27″ пн. ш. 75°16′4″ зх. д. / 39.90750° пн. ш. 75.26778° зх. д. (39.907433, -75.267787).  За даними Бюро перепису населення США в 2010 році місто мало площу 2,00 км², уся площа — суходіл.

## Демографія
Згідно з переписом 2010 року, у селищі мешкало 5697 осіб у 2112 домогосподарствах у складі 1431 родини. Густота населення становила 2851 особа/км².  Було 2265 помешкань (1133/км²).
Расовий склад населення:
| - 60,6 % — чорних або афроамериканців - 32,6 % — білих - 2,1 % — азіатів - 0,3 % — корінних американців |

До двох чи більше рас належало 3,7 %. Частка іспаномовних становила 3,2 % від усіх жителів.
За віковим діапазоном населення розподілялося таким чином: 28,0 % — особи молодші 18 років, 63,0 % — особи у віці 18—64 років, 9,0 % — особи у віці 65 років та старші. Медіана віку мешканця становила 34,2 року. На 100 осіб жіночої статі у селищі припадало 86,4 чоловіків;  на 100 жінок у віці від 18 років та старших — 80,3 чоловіків також старших 18 років.
Середній дохід на одне домашнє господарство  становив 56 436 доларів США (медіана — 50 938), а середній дохід на одну сім'ю — 58 076 доларів (медіана — 50 540). За межею бідності перебувало 13,1 % осіб, у тому числі 21,8 % дітей у віці до 18 років та 7,8 % осіб у віці 65 років та старших.
Цивільне працевлаштоване населення становило 2430 осіб. Основні галузі зайнятості: освіта, охорона здоров'я та соціальна допомога — 38,8 %, роздрібна торгівля — 14,0 %, виробництво — 9,1 %, транспорт — 7,7 %.